# Las aventuras de Attila
Las aventuras de Attila es una serie de cómic franco-belga de humor animal creada en 1967 por el escritor belga Maurice Rosy y el dibujante suizo Derib. En 1968, Maurice Kornblum coescribió junto a Rosy algunas escenas de la serie. El dibujo será asumido en 1987 por Didge para la historia final. 
La serie trata sobre el perro Attila, espía del ejército suizo, cuyas facultades mentales se incrementaron, sobre todo con la adquisición del habla, para convertirse en el mejor en su rubro. Le acompaña su maestro Ernest Bourrillon, ex intendente. En el disco No. 2, Atila adoptó a un joven llamado Odee. A partir de la siguiente historia, Attila y Odee son ayudados por otro perro espía conocido como el Z14, creado por el profesor Comant. 
Fue publicado en la revista de historietas juvenil Le Journal de Spirou entre 1967 y 1973 y en 1987, y luego por la Editorial Dupuis desde 1969. Esta misma editorial publicó cuatro tomos hasta 1974, y un compilado en el año 2010. Ese mismo año La Vache publica la quinta historia, hasta ese momento inédita. 
Originalmente basada en el humor producido por la transformación de un perro común y corrinte en un perro-genio espía, la serie se desvió finalmente hacia el mundo de la ciencia ficción. Esta intrusión marcará un desacuerdo entre el par de escritores Maurice Rosy-Maurice Kornblum y el dibujante Derib, cuyo desenlace fue la finalización prematura de la serie, aunque convertido por los amantes de los cómics en un clásico de culto.
- Datos: Q368752